# Daliyat al-Rawha
Daliyat al-Rawha' (دالية الروحاء, Dâliyat er Rûhâ, voir plus loin pour la traduction) était un village palestinien, situé à 24,5 km au sud-est d’Haïfa. Ce hameau de 60 habitants à la fin du XIXe siècle voit s’installer le kibboutz de Dalia sur des terres achetées au village en 1939. En 1945, la population recensée est de 600 personnes : 280 Arabes et 320 Juifs. Ses habitants arabes sont expulsés à l’hiver 1945 pendant la guerre civile de 1947-1948 en Palestine mandataire. Ses restes reposent au centre du parc Ramat Menashe Park du fonds national juif (FNJ), recouverts par le kibboutz du même nom.

## Toponymie
Selon Ilan Pappé et l’encyclopédie de la Question palestinienne, le nom signifie « les vignes parfumées »,. Selon Palmer à la fin du XIXe siècle, le nom signifie les « vignes retombantes ».

## Géographie
Situé à 24,5 km au sud-est d’Haïfa, Daliyat al-Rawha était installé sur un plateau dominant la vallée du Milq qui relie la côte et le Marj ibn Amir, dans le nord-est de la Palestine. Il était installé sur une petite colline entre deux oueds. Une petite route conduisait vers la côte au sud-ouest et le Marj ibn Amir. Le village disposait d’une source abondante au sud.
Le village avait une forme rectangulaire ; les maisons, construites en pierre, étaient rapprochées les unes des autres

## Histoire
En 1281, le sultan mamelouk Qala'ûn séjourne à Daliyat al-Rawha' pendant que son armée affronte les Croisés. Selon Al-Maqrîzî, les deux camps ont signé une trêve (houdna (en)) dans le village.

### Empire ottoman
En 1859 la population est estimée à environ 60 personnes, qui cultivaient 10 feddans de terres. En 1882, le rapport du fonds d’exploration de la Palestine (PEF) décrit Daliyat al-Rawha' comme un village moyen.
Une liste de population de 1887 donne 195 habitants pour Daliet er Ruhah, tous musulmans alors que Khiryet Umm ed Duff avait environ 80 habitants musulmans.

### Mandat britannique
|           | Population arabe | Population juive | Population totale |
| 1922      | 179              | 0                | 179               |
| 1931,     | 212              |                  | 212               |
| 1944/1945 | 280              | 320              | 600               |

Les villageois élevaient du bétail.
Au XXe siècle, les Arabes de Daliyat al-Rawha étaient fermiers, locataires de leurs terres. L’Association pour la colonisation juive de la Palestine (en) (PICA) achètre 10 073 dounams de terre à Daliyat al-Rawha et dans le village voisin de Umm ed-Dafuf en 1936. Le kibboutz de Dalia est créé en 1939 au sud de Daliyat al-Rawha'.
En 1939, la population de Umm ed-Dafuf, auparavant administrativement distincte, est incluse dans Daliyat al-Rawha'.
Dans les statistiques de village de 1945, la population était de 280 musulmans, avec 10 008 dounams de terres, la plupart possédées par des Juifs selon une enquête officielle,. Les Arabes utilisaient 98 dounams pour des vergers et des terres irriguées, 56 pour les céréales et 24 dounams étaient construits.
| Usage                       | Arabes | Juifs |
| --------------------------- | ------ | ----- |
| Vergers et terres irriguées | 98     | 0     |
| Céréales                    | 56     | 9 595 |
| Constructions               | 24     | 19    |
| Cultures                    | 154    | 9 595 |

La propriété des terres avant l’occupation en dounams
| Propriété | Dounams |
| --------- | ------- |
| Arabe     | 178     |
| Juive     | 9 614   |
| Publique  | 216     |
| Total     | 10 008  |

### Guerre de 1948 et conséquences
Selon Benny Morris, Yossef Weiz était préoccupé par la question des fermiers Arabes de la zone dès janvier 1948. Dans un passage de son journal rédigé après une réunion avec les dirigeants du Fonds national juif, il écrit« C’est maintenant le moment de nous débarasser d’eux [Il fait référence aux fermiers arabes de Qira et de Daliyat ar Ruha]. Pourquoi garder cette épine dans le pied alors qu’ils sont un danger pour nous ? Nous pensons [à des solutions] ». En février ou mars 1948, Weiz organise l’expulsion des fermiers arabes de Daliyat al-Rawha' et de Buteimat avec les habitants juifs du kibboutz Kfar Masaryk,,.
Selon le New York Times, le village est conquis le 14 avril 1948 pendant la bataille de Mishmar Hahemek (en). À la mi-juin 1948, selon David Ben Gourion qui se base sur un rapport de Weiz, Daliyat al-Rawha' est détruite par Israël, alors que les destructions de Buteimat et Sabbarin sont imminentes. Selon Morris, Ramot Menashe est créé près des terres du village immédiatement après,. Selon Khalidi, Ramot Menashe est installé sur les terres de Sabbarin.
Seulement trois mois après sa destruction, les terres de Daliyat al-Rawha sont occupés par une nouvelle colonie, Ramot Menashe, le 31 juillet 1948.
En 1995, un comité représentant les Palestiniens déplacés internes de Daliyat al-Rawha' a rejoint l’Association pour la défense des droits des déplacés internes (ADRID), un comité national israélien qui défend leur droit au retour. En 1998, les réfugiés venant de Daliyat al-Rawha et leurs descendants étaient estimés à un total de 1995.